# Arnold Lucy

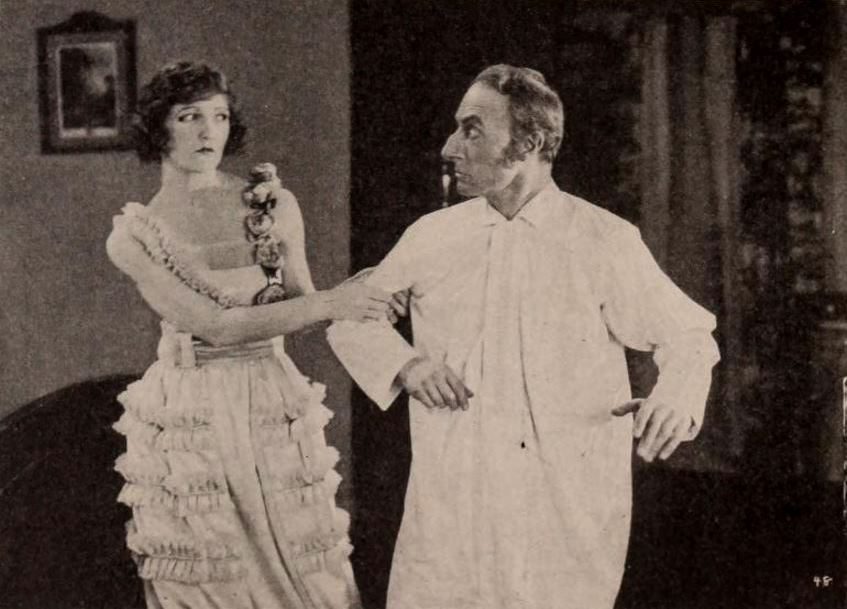
Arnold Lucy mit Constance Talmadge im Film The Love Expert (1920)

Arnold Lucy (* 8. August 1865 in London, England als Walter George Campbell; † 15. Dezember 1945 in Los Angeles, Kalifornien) war ein britischer Schauspieler.

## Leben und Karriere
Arnold Lucy wurde als jüngstes von sechs Kindern des Architekten und Vermessers Donald Campbell (1830–1900) und seiner Frau Lucy Elizabeth (1828–1922) geboren. Er galt bereits als erfahrener Schauspielveteran des Londoner West Ends, als er im Jahr 1916 sein Kinodebüt im Stummfilm The Devil’s Toy gab. Bis zum Jahr 1938 spielte er in insgesamt über 40 britischen und US-amerikanischen Filmen, meistens in kleineren Nebenrollen als Autoritätsigur. Seinen wohl bekanntesten Auftritt hatte er als chauvinistischer Professor Kantorek im Filmklassiker Im Westen nichts Neues (1930), der seine Schüler mit großen Worten anstiftet, sich freiwillig als Soldaten für den Krieg zu melden. Neben seiner Filmarbeit spielte er zwischen 1912 und 1927 in über einem Dutzend Stücken am Broadway.
Arnold Lucy, über dessen Privatleben nichts bekannt ist, verstarb 1945 im Alter von 80 Jahren in Kalifornien.

## Filmografie (Auswahl)
- 1916: The Devil’s Toy
- 1920: Good References
- 1923: Modern Marriage
- 1930: Im Westen nichts Neues (All Quiet on the Western Front)
- 1930: City Girl
- 1931: Merely Mary Ann
- 1931: Dr. Jekyll und Mr. Hyde (Dr. Jekyll and Mr. Hyde)
- 1932: Guilty as Hell
- 1932: Sherlock Holmes
- 1933: Ahasver, der ewige Jude (The Wandering Jew)
- 1934: Katharina die Grosse (The Rise of Catherine the Great)
- 1934: Der Mann, der zuviel wusste (The Man Who Knew Too Much)
- 1937: Königin Viktoria (Victoria the Great)